# Theodor W. Hänsch
Theodor Wolfgang Hänsch, né le 30 octobre 1941 à Heidelberg, est un physicien allemand. Il est colauréat avec John L. Hall de la moitié du prix Nobel de physique de 2005.

## Biographie
Hänsch et John L. Hall sont colauréats de la moitié du prix Nobel de physique de 2005 (l'autre moitié a été remise à Roy J. Glauber) « pour leurs contributions au développement de la spectroscopie de précision au laser, incluant la technique du peigne de fréquence optique ». La présentation de ses travaux, qu'il a effectué à Stockholm lors de la remise du prix, s'intitulait Passion for Precision, et portait sur l'application d'un peigne de fréquence obtenu par laser à la fabrication d'horloges plus précises que les fontaines de césium. On pourrait espérer obtenir ainsi des précisions de l'ordre de 10−17 seconde.
Il a reçu, entre autres, le prix Herbert P. Broida en 1983, le prix Gottfried Wilhelm Leibniz en 1989,  et le prix scientifique Alfried-Krupp de la Fondation Alfried Krupp von Bohlen und Halbach en 2002.
En 2010, il enseigne à l'université de Munich, et continue ses travaux sur l'optique quantique sur le campus de Garching.